# Грци у Северној Македонији
Грци у Северној Македонији чине грчку националну мањину у Северној Македонији. Укупан број Грка у Северној Македонији је 422 по попису из 2002. године, док се у грчким националистичким круговима сматра да је овај број много већи.

## Тренутни статус
Грци су углавном насељени у градовима Ђевђелији и Битољу. Данас су већина Грка у земљи политичке избеглице које су побегле из Грчке због Грчког грађанског рата и њихови потомци. Етнолог такође наводи грчки као „имигрантски језик“ у Републици Северној Македонији. Последњи попис становништва (2002) забележио је 422 особе које су се изјасниле као Грци.